# مجموعة تداول السعودية القابضة
تعد مجموعة تداول السعودية الشركة الأم لتداول السعودية، سوق الأوراق المالية، وشركة مركز مقاصة الأوراق المالية (مقاصة)، وشركة مركز إيداع الأوراق المالية (إيداع)، وشركة وامض، الشركة المتخصصة بتوفير الحلول التقنية القائمة على الابتكار.تأسست مجموعة تداول السعودية في مارس 2021 بعد الإعلان عن تحول شركة السوق المالية السعودية «تداول» إلى شركة قابضة. وقد ساهم تكامل خدمات الشركات الأربع التابعة للمجموعة في تعزيز جاذبية السوق المالية السعودية.

## التاريخ
أسست شركة مجموعة تداول السعودية القابضة كشركة سعودية مساهمة مقفلة مقيدة في المملكة العربية السعودية بموجب السجل التجاري رقم 1010241733 وتاريخ 2/12/1428هـ. (الموافق 12 ديسمبر 2007م) وقد تأسست الشركة بموجب المرسوم الملكي رقم م/15 وتاريخ 01/03/1428هـ (الموافق 20 مارس 2007م) وقرار وزير التجارة رقم 320/ك بتاريخ 1/12/1428هـ (الموافق 11 ديسمبر 2007م). ويبلغ رأس مال الشركة المصرح ُ به والمصدر والمدفوع بالكامل، منذ تأسيسها 1,200 مليون ريال سعودي مقسم إلى 120 مليون سهم عادي بقيمة 10 ريالات سعودية للسهم الواحد وكانت الشركة في حينه مملوكة بالكامل من قبل صندوق الاستثمارات العامة. وتم تحويل الشركة إلى شركة قابضة بتاريخ 08/10/1442هـ (الموافق 20 مايو 2021م) بموجب قرار الجمعية العامة غير العادية للشركة في اجتماعها بتاريخ 24/08/1442هـ (الموافق 6 أبريل 2021م) وقد قام الصندوق ببيع 30٪ من حصته في الشركة وذلك عن طريق الطرح العام الأولي في تداول السعودية في30 نوفمبر عام 2021م. ويقع العنوان المسجل للشركة حسب سجلها التجاري في 6897 طريق الملك فهد - العليا، الوحدة رقم: 15 ،الرياض 12211-3388 ،المملكة العربية السعودية.

## رأس المال
يبلغ رأس مال الشركة الحالي مليار ومائتا مليون (1.200.000.000) ريال سعودي مدفوع بالكامل، مقسم إلى مائة وعشرين مليون (120.000.000) سهم جميعها متساوية القيمة وتبلغ القيمة الأسمية لكل منها عشرة (10)ريالات.

## نشاط الشركة
يتمثل النشاط الرئيسي للشركة في إدارة الشركات التابعة لها أو المشاركة في إدارة الشركات الأخرى التي تساهم فيها وتوفير الدعم اللازم لها، واستثمار أموالها في الأسهم وغيرها من الأوراق المالية، وامتلاك العقارات والمنقولات اللازمة لمباشرة نشاطها، وتقديم القروض والكفالات والتمويل للشركات التابعة لها، وامتلاك حقوق الملكية الصناعية، وتأجير حقوق الملكية الصناعية للشركات التابعة لها أو لغيرها.

## الشركات التابعة والشقيقة
| الملكية الفعلية في الشركات التابعة والشقيقة |             |                               |                 |                 |                 |                |
| الشركات التابعة                             | رأس المال   | مستوى الملكية الملكية الفعلية | 31 ديسمبر 2018م | 31 ديسمبر 2019م | 31 ديسمبر 2020م | 30 يونيو 2021م |
| شركة تداول السعودية (تداول السعودية)        |             | شركة تابعة                    | لا ينطبق        | لا ينطبق        | لا ينطبق        | 100%           |
| شركة مركز إيداع الأوراق المالية (إيداع)     |             | شركة تابعة                    | 100%            | 100%            | 100%            | 100%           |
| شركة مركز مقاصة الأوراق المالية (مقاصة)     | 600,000,000 | شركة تابعة                    | 100%            | 100%            | 100%            | 100%           |
| شركة تداول للحلول (وامض)                    |             | شركة تابعة                    | لا ينطبق        | لا ينطبق        | 100%            | 100%           |
| شركة تداول العقارية                         |             | شركة زميلة                    | 20%             | 20%             | 33.12%          | 33.12%         |